# Puig de Teu
El Puig de Teu és una muntanya de 375 metres que es troba al municipi de Quart, a la comarca catalana del Gironès.